# Albanchez de Mágina
Albanchez de Mágina är en kommun i Spanien.   Den ligger i provinsen Provincia de Jaén och regionen Andalusien, i den södra delen av landet, 290 km söder om huvudstaden Madrid. Antalet invånare är 1 233.